# Белый, Пётр Семёнович
Пётр Белый (21 апреля 1971, Санкт-Петербург) — художник, куратор. Лауреат Премии Сергея Курёхина (2009) и Премия «Инновация» (2014).

## Биография
Родился в 1971 году в Ленинграде. В 1989 году окончил Среднюю художественную школу при Академии Художеств. С 1990 по 1992 год учился в Ленинградском высшем промышленно-художественном училища им. Мухиной (отделение керамики). С 1994 года член Санкт-Петербургского Союза художников. С 1995 по 2001 год жил в Лондоне. В 2000 году окончил магистратуру при отделении печатной графики Camberwell College of Arts. В 1999 году стал действительным членом Королевского общества граверов. Занимается печатной графикой, инсталляцией, живописью. Преподаёт в Смольном Институте, Санкт-Петербург. Работы находятся в частных и государственных собраниях России и за рубежом.
В 2009 году создал в Санкт-Петербурге некоммерческую арт-галерею «Люда», в которой в течение года еженедельно устраивалась новая выставка. Критики назвали деятельность галереи «Люда» лучшим арт-событием Санкт-Петербурга в 2009 году.
Итоги деятельности галереи «Люда» были подведены выставкой «Это „Люда“», на которой были представлены работы, выставлявшиеся в галерее «Люда» в течение всего периода её существования. Выставка «Это „Люда“» открылась 30 октября 2009 года в петербургской галерее «Синий пол» лофт-проекта «Этажи».
«Люда» вновь открылась в 2014 году
Лауреат Премии Сергея Курёхина в номинации «Лучшее произведение визуального искусства» за 2009 год (инсталляция «Тишина») и Лауреат Премии «Инновация» за 2014 год в номинации «Куратор года» за выставку «СИГНАЛ».
В 2017, 2018 годах вошёл в Российский инвестиционный художественный рейтинг 49ART, представляющий выдающихся современных художников в возрасте до 50 лет.
Живёт и работает в Санкт-Петербурге.